# Ферно
Ферно (итал. Ferno) — коммуна в Италии, находится в провинции Варесе области Ломбардия.
Население составляет 6701 человек (2004), плотность населения составляет 796 чел./км². Занимает площадь 8 км². Почтовый индекс — 21010. Телефонный код — 0331.
Покровителями коммуны почитаются святой Антоний Великий, празднование в третье воскресенье января, и святитель Мартин Турский.